# Timandra (bướm đêm)
Timandra là một chi bướm đêm thuộc họ Geometridae.

## Các loài
- Timandra amaturaria Walker, 1866
- Timandra apicirosea (Prout, 1935)
- Timandra comae Schmidt, 1931
- Timandra commixta Warren, 1895
- Timandra comptaria (Walker, 1863)
- Timandra convectaria Walker, 1861
- Timandra dichela (Prout, 1935)
- Timandra extremaria Walker, 1861
- Timandra griseata Petersen, 1902
- Timandra paralias (Prout, 1935)
- Timandra recompta (Prout, 1930)
- Timandra rectistrigaria (Eversmann, 1851)
- Timandra synthaca (Prout, 1938)

## Hình ảnh

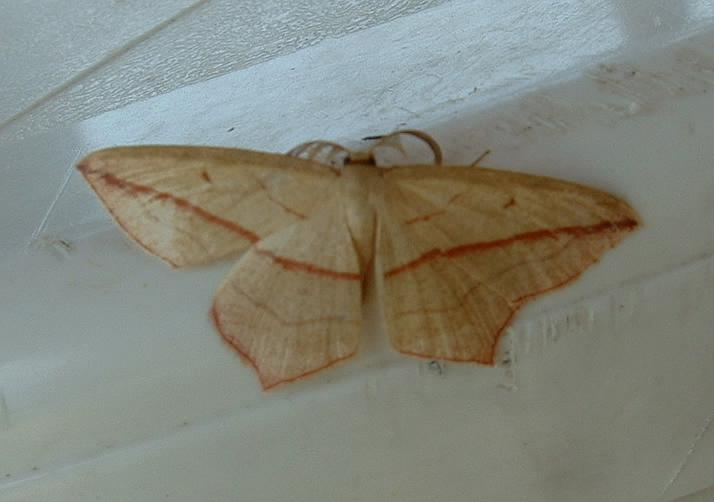